# Iglesia ortodoxa abjasia
La Iglesia ortodoxa abjasia (en ruso: Абхайская Православная ḥерковь) es una Iglesia ortodoxa oriental fuera de la jerarquía eclesiástica ortodoxa oriental oficial. Surgió cuando la eparquía de Sukhumi-Abjasia declaró el 15 de septiembre de 2009 que ya no se consideraba parte de la Iglesia ortodoxa georgiana y que estaba "restableciendo el catolicosado de Abjasia disuelto en 1795". Vissarion Aplaa es el primado de la Iglesia ortodoxa abjasia desde 2009 y es el autoproclamado catolicós de la Iglesia. Tiene en Abjasia dos eparquías (diócesis) en Pitsunda y Sukhumi y está organizada en 9 parroquias.

## Historia

### Catolicosado de Abjasia (1470-1814)
El catolicosado de Abjasia (en georgiano: აფხაზეთის საკათალიკოსო) fue una subdivisión de la Iglesia ortodoxa georgiana que existió como entidad independiente en el oeste de Georgia desde la década de 1470 hasta 1814 en áreas generalmente conocidas como Abjasia en la actualidad. El catolicosado de Abjasia fue dirigido por los catolicós (más tarde, patriarca catolicós), oficialmente estilizado como el patriarca catolicós de Imereti, Odishi, Ponto-Abjasia-Guria, Racha-Lechkhum-Svaneti, Ossetians, Dvals, y todo el Norte. La residencia de los catolicós estaba en Bichvinta (ahora Pitsunda) en Abjasia (por lo tanto, el nombre del catolicosado), pero fue trasladada al monasterio Gelati en Imereti a finales del siglo XVI. La Iglesia ortodoxa abjasia se considera la continuación del catolicosado de Abjasia.

### Control por la Iglesia rusa (1814-1917)
Después de la conquista de Imereti por la Rusia imperial en 1810, el catolicosado de Abjasia fue abolido por las autoridades rusas en 1814 y anexionado al exarcado de Georgia, una subdivisión de la Iglesia ortodoxa rusa. En consecuencia, la sede de los catolicós de Abjasia fue abolida por el Imperio ruso que dijo que tomaría el control de la Iglesia georgiana. El catolicosado de Abjasia fue disuelto en 1814, y todas las diócesis locales fueron tomadas por la Iglesia ortodoxa rusa.

### Control por la Iglesia georgiana (1917-1993)
En 1917, tras la caída del zar ruso Nicolás II con la Revolución comunista, las diócesis se convirtieron en parte de la Iglesia ortodoxa georgiana. Las diócesis ortodoxas abjasias cayeron bajo el territorio canónicamente reconocido de la Iglesia ortodoxa georgiana como la eparquía Sukhumi-Abjasia. Esta medida restauró la Iglesia ortodoxa georgiana unificada y autocéfala en 1917 bajo un patriarca catolicós, a saber, Kyrion II bajo el título catolicós-patriarca de toda Georgia. Fue asesinado en 1918 y sucedido por Leonid de Georgia ese año.

### La guerra y el período intermedio (1993-2009)
El control de la Iglesia georgiana se vio seriamente comprometido con la guerra de 1992-1993 en Abjasia. Los sacerdotes étnicamente georgianos tuvieron que huir de Abjasia y la Iglesia ortodoxa georgiana perdió efectivamente el control de los asuntos de la Iglesia abjasia. Los últimos monjes y monjas georgianos, con sede en el alto valle de Kodori, fueron expulsados a principios de 2009 después de que se resistieron a la presión de las autoridades abjasias para cortar la lealtad a la Iglesia georgiana.
El étnicamente abjasio Vissarion Aplaa fue el único sacerdote que quedaba después de la guerra de principios de la década de 1990 y se convirtió en jefe interino de la eparquía de Sukhumi-Abjasia. En los años siguientes, clérigos recientemente consagrados de la vecina eparquía rusa de Maykop llegaron a Abjasia. Los nuevos sacerdotes (archimandrita Dorotheos Dbar, ieromonje Andrew Ampar, ierodiácono David Sarsania) entraron en conflicto con Vissarion, pero a través de la mediación de funcionarios de la Iglesia rusa, las dos partes lograron llegar a un acuerdo de reparto de poder en Maykop en 2005. En virtud del acuerdo, la eparquía tendría copresidentes y sería nombrada eparquía abjasia con estatus canónico indefinido, para subrayar su separación de la Iglesia ortodoxa georgiana. Sin embargo, el acuerdo no se mantuvo cuando el sacerdote Vissarion se negó a compartir el liderazgo y continuó firmando documentos con el antiguo nombre de la eparquía.

### Separación completa y restablecimiento del catolicosado de Abjasia (2009-presente)
El 15 de septiembre de 2009 la dirección de la eparquía de Sukhumi-Abjasia, en contra de la autoridad de Ilia II, patriarca catolicós de toda Georgia, declaró que ya no se consideraba parte de la Iglesia ortodoxa georgiana, y que estaba restableciendo el catolicosado de Abjasia, y que, a partir de ahora, sería conocida como la Iglesia ortodoxa abjasia.
Su líder Vissarion Aplia pidió a las Iglesias ortodoxas rusa y georgiana que reconocieran la "Iglesia ortodoxa abjasia". Un portavoz del patriarcado georgiano dijo que la decisión de separarse de la Iglesia ortodoxa georgiana fue tomada por un "grupo de impostores", mientras que la Iglesia ortodoxa rusa confirmó que seguía viendo Abjasia como el territorio canónico de la Iglesia georgiana.
El 9 de febrero de 2011, el Gobierno abjasio transfirió 38 iglesias, catedrales y monasterios perpetuamente al cuidado de la Iglesia ortodoxa abjasia.
Jerarquía
Vissarion Aplaa es el primado de la Iglesia ortodoxa abjasia desde 2009 y es el autoproclamado catolicós de la Iglesia ortodoxa abjasia. La catedral de Pitsunda es la catedral principal de la iglesia y la sede de su primado.
La Iglesia está actualmente organizada en dos eparquías, una en Pitsunda y otra en Sukhumi. La Iglesia tiene nueve parroquias. También cuenta con dos monasterios, el Nuevo monasterio de Athos y el monasterio de Kaman.